# 愛媛県道123号金生三島線
愛媛県道123号金生三島線（えひめけんどう123ごう きんせいみしません）は、愛媛県四国中央市を通る一般県道である。

## 概要

### 路線データ
- 総延長：4.0 km
- 起点：四国中央市金生町下分（川之江郵便局前交差点）
- 終点：四国中央市三島中央1丁目（三島中央1丁目交差点）

## 歴史
- 1928年（昭和3年）9月14日 - 愛媛県告示第527号により、本路線が県道に認定される[1]。
- 1958年（昭和33年）6月27日 - 愛媛県告示第566号により、本路線を整理番号6番として県道に再認定される[2]。
- 1972年（昭和47年）3月16日 - 愛媛県が愛媛県道123号金生三島線として認定。

## 路線状況

### 道路施設

#### 橋梁
- 梅の木橋（四国中央市）
- 平木橋（契川、四国中央市）
- 神楽縄橋（堀子川、四国中央市）
- 松島橋（赤之井川、四国中央市）
- 海岸寺橋（海岸寺川、四国中央市）
- 蓬來橋（宮川、四国中央市）

## 地理

### 通過する自治体
- 四国中央市

### 交差する道路
- 国道11号
- 国道192号
- 愛媛県道5号川之江大豊線
- 愛媛県道125号伊予三島停車場線
- 愛媛県道333号三島川之江港線

### 沿線
- 川之江郵便局
- NTT西日本 川之江電話交換所
- 丸住製紙金生工場
- 川之江妻鳥郵便局
- 三島神社
- 大王製紙本社・三島工場